# Pavel Bořkovec
Pavel Bořkovec   (Vinohrady, 10 de juny de 1894 - Praga, 22 de juliol de 1972) fou un compositor txec.
Deixeble de Josef Suk a l'escola superior de composició. Václav Talich li dirigí a Praga el seu Concert per a piano, amb Rudolf Fiekusny com a solista.

## Obres
Per a orquestra, de cambra i composicions vocals.
- Dos Quartets de corda.
- Un Quintet de vent.
- Una Sonata per a viola.
- Una Suite per a piano.
- El crepuscle, poema simfònic.
- Start, moviment simfònic.
- Cors per a veus masculines, etc.

Òperes
- Krysař, ballet-pantomima en 2 escenes (1939)
- Paleček, òpera (1959)
- Satyr, llibret de Johann Wolfgang von Goethe (1942)